# Wilson Palacios Hurtado
Wilson Armando Palacios Hurtado (Palmira, Valle del Cauca, Colombia; 15 de marzo de 1992) es un futbolista colombiano. Juega como delantero y su primer equipo fue Expreso Rojo. Actualmente milita en Sportivo Belgrano del Torneo Federal A de Argentina.

## Clubes
| Club                  | País      | Año       |
| --------------------- | --------- | --------- |
| Expreso Rojo          | Colombia  | 2013-2014 |
| Deportivo Cali        | Colombia  | 2015      |
| Orsomarso             | Colombia  | 2016-2017 |
| Central Córdoba (SdE) | Argentina | 2017-2018 |
| Unión de Sunchales    | Argentina | 2018-2019 |
| Sportivo Belgrano     | Argentina | 2019-?    |

### Estadísticas
| Club                    | Temporada | Liga  | Liga  | Copa Nacional | Copa Nacional | Otras Copas | Otras Copas | Total | Total |
| Club                    | Temporada | Part. | Goles | Part.         | Goles         | Part.       | Goles       | Part. | Goles |
| ----------------------- | --------- | ----- | ----- | ------------- | ------------- | ----------- | ----------- | ----- | ----- |
| Expreso Rojo · Colombia | 2013      | 16    | 1     | 8             | 2             | -           | -           | 24    | 3     |
| Expreso Rojo · Colombia | Total     | 16    | 1     | 8             | 2             | -           | -           | 24    | 3     |
| Orsomarso · Colombia    | 2016      | 16    | 0     | 5             | 0             | -           | -           | 21    | 0     |
| Orsomarso · Colombia    | Total     | 16    | 0     | 5             | 0             | -           | -           | 21    | 0     |
| C. Córdoba Argentina    | 2017/18   | 16    | 5     | 3             | 2             | -           | -           | 19    | 7     |
| C. Córdoba Argentina    | Total     | 16    | 5     | 3             | 2             | -           | -           | 19    | 7     |
| Unión (S) Argentina     | 2018/19   | 16    | 5     | 3             | 3             | 3           | 1           | 22    | 9     |
| Unión (S) Argentina     | Total     | 16    | 5     | 3             | 3             | 3           | 1           | 22    | 9     |
| Total                   | Total     | 64    | 11    | 19            | 7             | 3           | 1           | 88    | 19    |

## Palmarés

### Campeonatos regionales
| Título        | Club               | País      | Año  |
| ------------- | ------------------ | --------- | ---- |
| Copa Santa Fe | Unión de Sunchales | Argentina | 2018 |